# Gasthaus in den Straßen

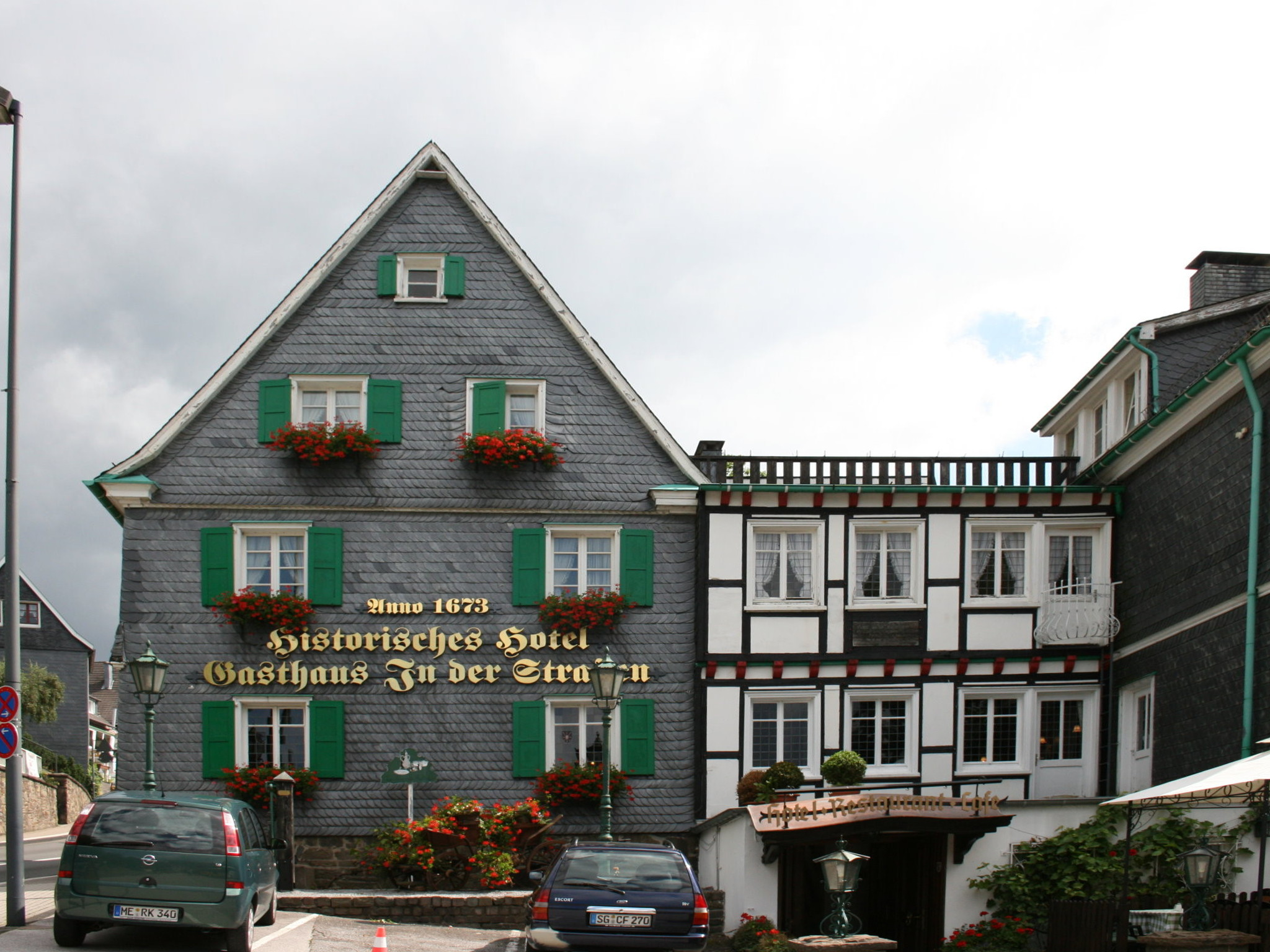
Gasthaus in der Straßen

Das Gasthaus in den Straßen ist ein historisches Gasthaus und Denkmal in Solingen-Burg, Wermelskirchener Straße 12–16.

## Geschichte
Die Erstnennung findet sich 1513 als Roerich yn den Strayssen, Nultzen thilman yn den strayhsen gyfft Jairs van dem alden Kemmerschen gudt am troghe (Abgaben an die Johanniter-Kommende) zu zahlen hat. 
1523, up St. Matheus Abend des heiligen Apostel und Evangelisten. Herzog Johann von Berg verpachtet dem Tilman Blewell in den Straßen und Metzen seiner ehelichen Hausfrau 12 Malterscheid Land zur Burg oberhalb dem Hahn Siefen gelegen, gehet runter an Rörichs Kamp und längs die Wermelskirchener Straße rauf, oben am Vorhaupt an Hermann Proles Kamp wendend, mit Nahmen an dem Stoefgen, und an der anderen Seite an den Richtelpfad, wendend dann nach dem Weier Siefen zu Stolzenberg. Er gibt dafür jährlich an Pacht sechs Malter Hafer dem Kellner auf die Burg an St. Martins Tag oder spätestens 14 Tage danach. (Rückseite) Anno 1638 im Dezember abgeschrieben. Heutige Pächter zu je einem Drittel sind Jacob und Johan am Trogh und Peter Enken, Thomas von Viehelings und Wittib Caspar Eichholtz sowie der Kellner Wilhelm Sigenmundt. 
1673 Gasthaus in der Straßen, Inschrift im Türsturz an der Straße: 
| „Dis Haus stehet in Gottes Hand . in der Strassen ist es genannt . Gott behüts und so darin wohnen . vor Schaden Unglücks und Brand und wolle mit ewige seligkeit belohnen die dies Haus hierhin verordnen . Anno 1673“ |

Im Jahre 1848 erwirbt das Gut Franz Arnold Jäger aus der Zwangsversteigerung Daniel Hoesterei gegen Erben Peter Bremer. Das Haus findet sich in Kataster-Artikel 120, Flur 3, Parzelle 244.
Am 30. März 1850 löst Franz Arnold Jäger den Grundzins der Ländereien auf der Eselsfahrt ab durch Zahlung von 33-5-8 Taler an die Domänenkasse.
1889 leiht die Witwe Gustav Jäger 8400 Mark auf Kataster-Artikel 288, groß 20 Hektar, 72 Ar, mit Haus in Flur 3 Parzelle 240 „In der Straße“ und auf die Ländereien „In der Eselsfahrt“ von der Wermelskirchener Sparkasse.